# Don't Look Back (album de Boston)
Pour les articles homonymes, voir Don't Look Back.
Albums de Boston
Boston Third Stage
(1986)
Don't Look Back est un album du groupe de hard rock américain Boston sorti en 1978.

## Titres
1. Don't Look Back – 5:58
2. The Journey – 1:46
3. It's Easy – 4:27
4. A Man I'll Never Be – 6:38
5. Feelin' Satisfied – 4:12
6. Party (Bradley Delp, Scholz) – 4:07
7. Used to Bad News (Delp) – 2:57
8. Don't Be Afraid – 3:50

## Musiciens
- Brad Delp : chant
- Tom Scholz : guitare acoustique, guitare électrique, basse
- Barry Goudreau : guitares
- Fran Sheehan : guitare basse
- Sib Hashian : batterie

## Classements hebdomadaires
| Classement (1978)              | Meilleure place |
| ------------------------------ | --------------- |
| Allemagne (Media Control AG)   | 10              |
| Canada (Canadian Albums Chart) | 1               |
| États-Unis (Billboard 200)     | 1               |
| Norvège (VG-lista)             | 9               |
| Nouvelle-Zélande (RIANZ)       | 17              |
| Pays-Bas (Mega Album Top 100)  | 10              |
| Royaume-Uni (UK Albums Chart)  | 9               |
| Suède (Sverigetopplistan)      | 8               |

## Certifications
| Pays                  | Certification | Unités certifiées |
| --------------------- | ------------- | ----------------- |
| Canada (Music Canada) | 4 × Platine   | 400 000           |
| États-Unis (RIAA)     | 7 × Platine   | 7 000 000         |
| Royaume-Uni (BPI)     | Argent        | 60 000            |